# His Younger Brother
His Younger Brother è un cortometraggio muto del 1911. Il nome del regista non viene riportato.

## Trama
L'impiegato di un ricco broker sottrae del denaro ma viene scoperto, arrestato e condannato. Per giustificarsi, il giovane racconta alla sua famiglia di essere oggetto di un complotto. La sorella gli crede e cerca di trovare il modo per scagionare il fratello. Travestita da uomo, si fa assumere dal broker. Questi si rivela un brav'uomo tanto che si lascia convincere a lasciare cadere le accuse. Il giovane ladro, messo a confronto con il suo datore di lavoro, confessa di aver mentito. La sorella si rende conto allora di aver mal giudicato il broker di cui si è anche innamorata. I due fratelli se ne vanno via, ma alla fine il broker torna sui suoi passi: trova un lavoro al suo ex impiegato e chiede alla sorella di ritornare da lui.

## Produzione
Il film fu prodotto dalla Thanhouser Film Corporation.

## Distribuzione
Distribuito dalla Motion Picture Distributors and Sales Company, il film uscì nelle sale cinematografiche statunitensi il 14 marzo 1911.